# 10월 8일
10월 8일은 그레고리력으로 281번째(윤년일 경우 282번째) 날에 해당한다.

## 사건
- 234년 - 촉나라의 승상 제갈량이 오장원에서 사망하다.
- 1871년 - 미국 시카고에서 대화재 발생, 건물 1만7천여 동 불타고 300여 명 사망
- 1895년 - 명성황후가 일본 낭인들에게 피살된 을미사변 발생.
- 1912년 - 제1차 발칸 전쟁: 세르비아, 불가리아, 몬테네그로가 터키에 선전포고.
- 1919년 - 미국 의회, 술 소비·제조 금지하는 금주법 가결
- 1928년 - 장제스, 중국 국민당 정부 주석에 취임
- 1951년 - 한국 전쟁: 휴전회담 장소가 판문점으로 결정되다.
- 1952년 - 한국 전쟁: 대한민국, 휴전회담서 유엔측 무기한 연기 통고
- 1967년 - 아르헨티나 출신의 의사이자 혁명가인 에르네스토 체 게바라, 볼리비아 정부군에 체포되다.
- 1975년 - 외딴집 주민 17명 죽인 연쇄 살인범 김대두 경찰에 체포.
- 1997년 - 조선민주주의인민공화국 조선중앙방송, 김정일의 당총비서직 공식추대 발표.
- 2003년 - 연예계 비리 관련 서세원, 이수만 구속.
- 2008년 - 대전광역시 최초의 백화점이었던 중앙데파트 건물이 특수 폭파 공법에 의해 영구히 해체되었다.
- 2014년 - 달이 지구의 그림자에 가려지는 개기월식 천문현상이 일어나다.
- 2020년 - 울산 삼환아르누보 화재가 발생했다.

## 문화
- 32년 - 신라에서 한가위의 가배(嘉俳)놀이 시작됨. 회소곡(會蘇曲)을 부름.
- 1908년 - 영국 구세군 로버트 호가트 정령(正領), 서울 서대문에 구세군 대한 본영 설립.
- 1929년 - 제1회 경평 축구 대회.
- 1934년 - 이승만과 프란체스카가 결혼했다.
- 1985년 - 제40차 세계은행(IBRD)·국제통화기금(IMF)총회, 서울서 개막. (∼11일)
- 1994년 - 박경리, 대하소설 《토지》 완간
- 2012년 - KBS 1TV가 대한민국 지상파 TV 방송 사상 처음으로 24시간 종일방송 개시하였고, 편성 업무상 하루의 방송 시작 기준 시각이 라디오 방송과 같은 오전 5시로 변경됨.[1]
- 2022년 - 롯데 자이언츠의 이대호 선수가 은퇴하였다.
- 2023년 - 2022년 아시안 게임이 중화인민공화국 항저우시에서 폐막.

## 탄생
- 기원전 319년 - 헬레니즘 시대 그리스의 장군 피로스. (~기원전 272년)
- 1840년 - 조선의 가톨릭 순교자, 프랑스인 신부 베르나르 루이 볼리외. (~1866년)
- 1850년 - 프랑스의 화학자 앙리 루이 르 샤틀리에. (~1936년)
- 1872년 - 대한민국의 독립운동가 및 천도교인 나인협. (~1951년)
- 1883년 - 중화민국의 총통 옌시산. (~1960년)
- 1892년
  - 일제 강점기에 만주 지역에서 간도협조회를 창설한 공작원 김동한. (~1937년)
  - 러시아의 시인 마리나 츠베타예바 (~1941년)
- 1895년
  - 알바니아의 국왕 조구 1세. (~1961년)
  - 아르헨티나의 36,47대 대통령 후안 도밍고 페론. (~1974년)
- 1910년 - 미국의 야구 선수 월리 모지스. (~1990년)
- 1916년 - 대한민국의 정치인 남상돈. (~2012년)
- 1918년 - 덴마크의 화학자 옌스 크리스티안 스코우. (~2018년)
- 1919년 - 일본의 정치인, 총리대신 미야자와 기이치. (~2007년)
- 1920년 - 미국의 작가 프랭크 허버트. (~1986년)
- 1928년 - 브라질의 축구 선수 디디. (~2001년)
- 1931년 - 대한민국의 교수 김용섭. (~2020년)
- 1932년
  - 대한민국의 승려 법정. (~2010년)
  - 웨일스의 스누커선수 레이 리어던. (~2024년)
- 1934년 - 대만의 영화배우 추위안. (~2022년)
- 1936년 - 소련의 영화배우 레오니트 쿠라블료프. (~2022년)
- 1937년 - 대한민국의 공무원, 정치인 이계익. (~2016년)
- 1938년 - 오스트레일리아의 테니스 선수 프레드 스톨. (~2025년)
- 1939년
  - 대한민국의 정치인 박실. (~2022년)
  - 미국의 만화 스토리 작가 하비 피카. (~2010년)
- 1940년 - 대한민국의 교육학자 권이종. (~2022년)
- 1941년 - 미국의 정치인, 목사 제시 잭슨.
- 1946년 - 대한민국의 성우 박영남.
- 1949년 - 미국의 배우 시고니 위버.
- 1950년 - 대한민국의 성우 홍승옥.
- 1954년 - 대한민국의 배우 김성찬. (~1999년)
- 1957년
  - 대한민국의 국회의원, 정치인 박승환.
  - 이탈리아의 축구 선수 안토니오 카브리니.
- 1958년 - 독일의 정치인 우르줄라 폰데어라이엔.
- 1960년
  - 대한민국의 대한법률구조공단 조상희.
  - 미국의 기업인 리드 헤이스팅스.
- 1961년 - 대한민국의 전직 경상북도 청송군의원 박승환. (~2014년)
- 1962년 - 대한민국의 아나운서 송경철.
- 1963년 - 대한민국의 가수 임수정.
- 1964년 - 잉글랜드의 배우 이언 하트.
- 1965년
  - 미국의 배우 피터 그린.
  - 미국의 수영 선수 맷 비온디.
  - 핀란드의 레슬링 선수 하리 코스켈라.
- 1968년
  - 대한민국의 배우 남미정.
  - 대한민국의 전 가수 미애.
  - 크로아티아의 축구 선수 즈보니미르 보반.
- 1969년
  - 일본의 싱어송라이터 시모지 이사무.
  - 미국의 포르노 배우, 댄서, 모델 줄리아 앤.
- 1970년
  - 대한민국의 작가 이현.
  - 일본의 일러스트레이터, 캐릭터디자이너, 디렉터 노무라 테츠야.
  - 미국의 배우 맷 데이먼.
- 1971년 - 일본의 전 야구 선수 고쿠보 히로키.
- 1972년 - 대한민국의 배우 김명민.
- 1973년 - 대한민국의 정치인 우승희.
- 1976년 - 미국의 정치인 켈리 암스트롱.
- 1977년
  - 대한민국의 만화가 김선권.
  - 일본의 성우 제이미 마키.
- 1979년
  - 대한민국의 전직 스타크래프트 프로게이머 유대현.
  - 대한민국의 음악가 전규호.
- 1981년
  - 일본의 배우 사이네이 류지.
  - 대한민국의 전 야구 선수 윤성환.
- 1982년
  - 대한민국의 배우 박효주.
  - 미국의 정치인 토니 벤후이젠.
- 1983년 - 대한민국의 배우 이상희.
- 1984년
  - 대한민국의 아나운서 김대호.
  - 대한민국의 가수 정호.
- 1985년
  - 대한민국의 야구 선수 김준.
  - 일본의 배우, 가수 웬츠 에이지 (WaT).
  - 미국의 싱어송라이터 브루노 마스.
  - 이탈리아의 테니스 선수 시모네 볼렐리.
- 1986년 - 대한민국의 축구 선수 조아라.
- 1987년
  - 일본의 성우 히라노 아야.
  - 일본의 배우 나카무라 유이치.
  - 이탈리아의 쇼트트랙 선수 니콜라스 빈.
- 1988년
  - 대한민국의 가수 이예준.
  - 대한민국의 요리사, 방송인 국가비.
  - 대한민국의 축구 선수 이수진.
- 1989년
  - 대한민국의 연극배우 김진희.
  - 대한민국의 야구 선수 국해성.
- 1990년
  - 대한민국의 배우 윤진솔.
  - 대한민국의 래퍼 바람 (빅스타).
  - 일본의 가수 나카타 치사토.
- 1991년
  - 대한민국의 희극인 김민수.
  - 대한민국의 가수 제이엘.
  - 우즈베키스탄의 권투 선수 루스탐 툴라가노프.
- 1992년 - 대한민국의 연극배우 김아영.
- 1993년
  - 네덜란드의 축구 선수 리자 판 데르 모스트.
  - 헝가리의 모델 펄빈 버르버러.
- 1994년
  - 대한민국의 가수 요요미.
  - 일본의 가수 루이.
  - 대한민국의 배우 이우제.
  - 스위스의 가수 루카 헤니.
- 1995년 - 일본의 아이돌, 방과후 프린세스의 멤버, 그라비아 모델 나가사와 마리나.
- 1996년 - 대한민국의 가수 헤즈.
- 1997년
  - 일본의 배우 타마시로 티나.
  - 일본의 축구 선수 구니모토 다카히로.
  - 미국의 배우 벨라 손.
  - 잉글랜드의 축구 선수 벤 화이트.
  - 영국의 육상 선수 조시 커.
- 1998년 - 폴란드의 스타크래프트 프로게이머 피오트르 발루키비치.
- 1999년
  - 일본의 배우 쿠도 미오.
  - 우즈베키스탄의 역도 선수 아크바르 주라예프.
- 2000년 - 대한민국의 배우 가람.
- 2001년
  - 중화민국의 태권도 선수 뤄자링.
  - 한국계 미국인 가수 허윤진.
- 2002년
  - 대한민국의 암벽등반 선수 이도현.
  - 중화인민공화국의 테니스 선수 정친원.

## 사망
- 234년 - 촉나라의 승상 제갈량. (181년~)
- 705년 -  제5대 우마이야 칼리프 압드 알말릭 이븐 마르완. (646년~)
- 951년 - 요나라의 제3대 황제 요 세종의 후비 회절황후(懷節皇后) 소살갈지(蕭撒葛只). (919년~)
- 1241년 - 고려의 문신 이규보. (1169년~)
- 1317년 - 제92대 일본의 천황 후시미. (1265년~)
- 1469년 - 이탈리아의 화가 프라 필리포 리피. (1406년~)
- 1684년 - 조선의 문관, 시인 김득신. (1604년~)
- 1735년 - 청나라의 제5대 황제 옹정제. (1678년~)
- 1754년 - 영국의 소설가 헨리 필딩. (1707년~)
- 1793년 - 미국의 정치인 존 핸콕. (1737년~)
- 1863년 - 홍콩의 제3대 총독 조지 본햄. (1803년~)
- 1869년 - 미국의 제14대 대통령 프랭클린 피어스. (1804년~)
- 1895년 - 대한제국 고종의 황후 명성황후. (1851년~)
- 1952년 - 대한민국의 육군 장교 김갑태. (1924년~)
- 1992년 - 서독의 제4대 총리 빌리 브란트. (1913년~)
- 2008년 - 프랑스의 사형집행인 마르셀 슈발리에. (1921년~)
- 2013년 - 대한민국의 가수 로티플 스카이. (1988년~)
- 2020년
  - 대한민국의 육상 선수 최윤칠. (1928년~)
  - 미국의 야구 선수 화이티 포드. (1928년~)
  - 일본의 소설가 이데 마고로쿠. (1931년~)
- 2022년 - 프랑스의 철학자 브뤼노 라투르. (1947년~)
- 2023년
  - 헝가리의 제3대 대통령 쇼욤 라슬로. (1942년~)
  - 일본의 가수, 배우, 작사가 타니무라 신지. (1948년~)
  - 미국의 영화배우 버트 영. (1940년~)
- 2024년
  - 쿠바의 야구 선수 루이스 티안트. (1940년~)
  - 중화인민공화국의 정치인 우방궈. (1941년~)
  - 미국의 정치인 팀 존슨. (1946년~)

## 기념일
- 추석 - 1919년, 1938년, 2215년, 2310년
- 재향군인의 날: 대한민국
- 세계 문어의 날(World Octopus Day)
- 공군의 날: 인도
- 독립 기념일, 유고슬라비아에서 크로아티아가 독립한 것을 기념하는 날.
- 앙가모스전투 기념일: 페루
- 해군의 날: 페루

## 같이 보기
- 전날: 10월 7일 다음날: 10월 9일 - 전달: 9월 8일 다음달: 11월 8일
- 음력: 10월 8일
- 모두 보기

1. ↑  종전에는 방송 시작 시각이 오전 6시였다.